# Барковиці
Барковиці (пол. Barkowice) — село в Польщі, у гміні Сулеюв Пйотрковського повіту Лодзинського воєводства.
Населення — 419 осіб (2011).
У 1975-1998 роках село належало до Пйотрковського воєводства.

## Демографія
Демографічна структура станом на 31 березня 2011 року:
|          | Загалом | Допрацездатний вік | Працездатний вік | Постпрацездатний вік |
| -------- | ------- | ------------------ | ---------------- | -------------------- |
| Чоловіки | 200     | 54                 | 121              | 25                   |
| Жінки    | 219     | 46                 | 132              | 41                   |
| Разом    | 419     | 100                | 253              | 66                   |